# Arnaud Labbe
Arnaud Labbe (født 3. november 1976) er en fransk tidligere professionel cykelrytter.